# Диродийтриэрбий
Диродийтриэрбий — бинарное неорганическое соединение
эрбия и родия
с формулой Er3Rh2,
серые кристаллы.

## Получение
- Спекание стехиометрических количеств чистых веществ:

{\displaystyle {\mathsf {3Er+2Rh\ {\xrightarrow {1300^{o}C}}\ Er_{3}Rh_{2}}}}

## Физические свойства
Диродийтриэрбий образует кристаллы
тетрагональной сингонии,

параметры ячейки a = 1,109 нм, c = 2,488 нм, 
структура типа диродийтрииттрия Y3Rh2
.
Соединение образуется по перитектической реакции при температуре 1300°С
.